# Cimetière de Champigny-sur-Marne
Le cimetière de Champigny-sur-Marne, dit ancien cimetière ou cimetière du Centre, est un des cimetières municipaux de la commune de Champigny-sur-Marne dans le Val-de-Marne. 
Il abrite la tombe de Georges Marchais (1920-1997), secrétaire général du Parti communiste français de 1972 à 1994,.

## Personnalités inhumées
- René Bonnet (1904-1983), pionnier de la Formule 1[2]
- Émilie Bouchaud dite Polaire (1874-1939), actrice et artiste de café-concert
- Ray David Grammont dit Tonton David (1967-2021), chanteur de reggae
- Georges Marchais (1920-1997), secrétaire général du PCF, député de 1973 à 1997, et Liliane Marchais (1935-2020)
- Albert Thomas (1878-1932), homme politique socialiste

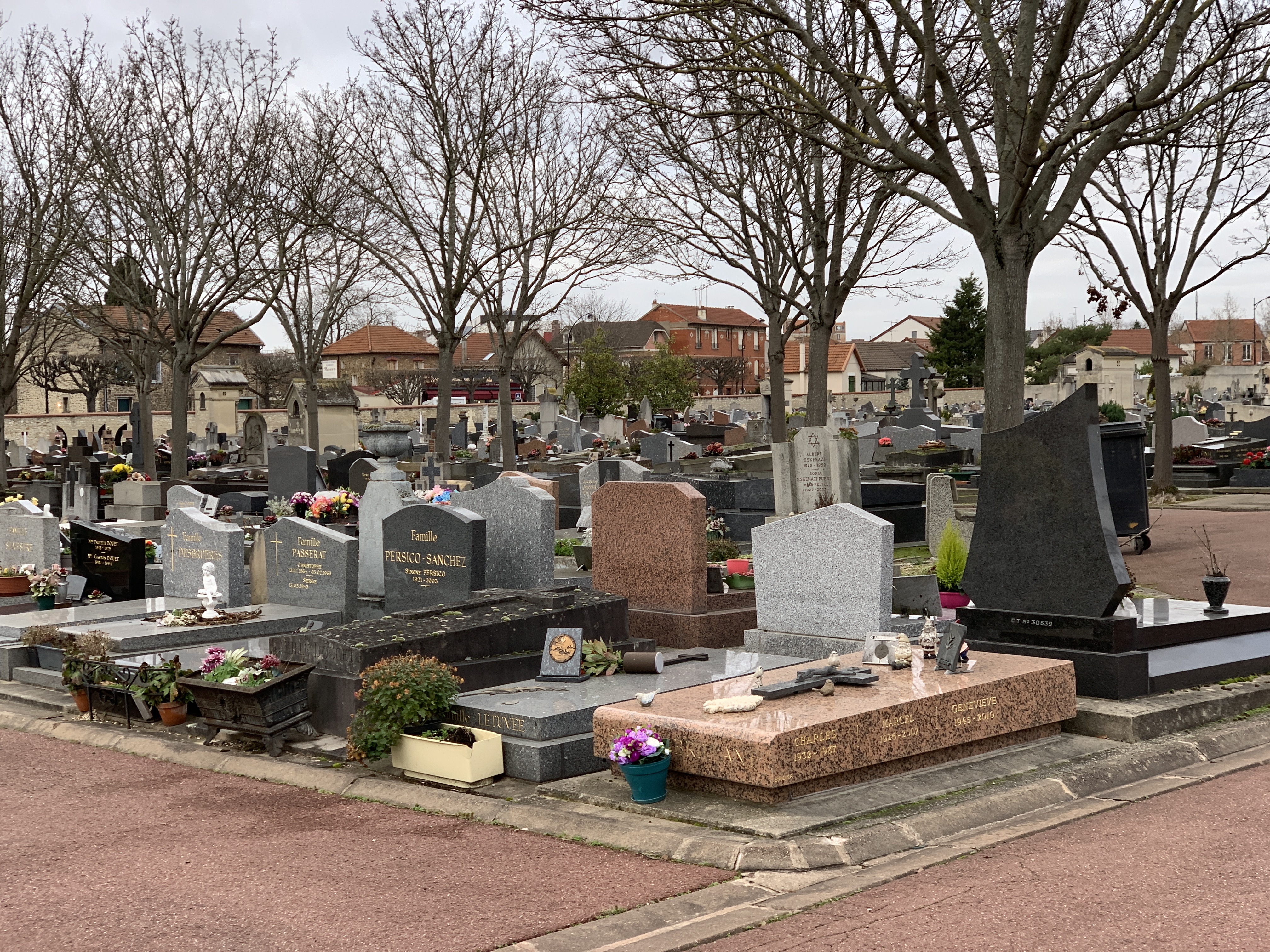
Vue du cimetière.
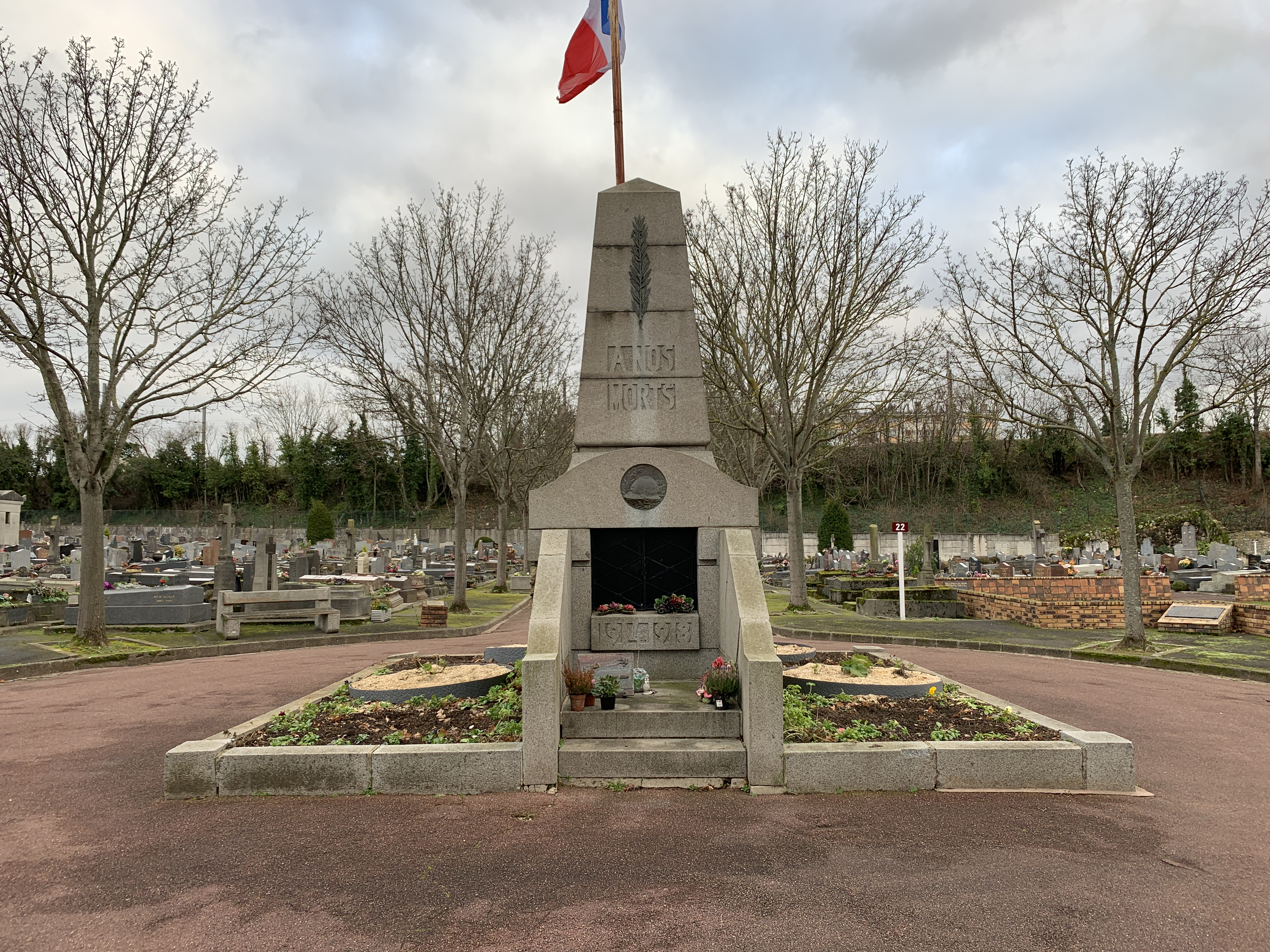
Monument aux morts de 1914-1918.
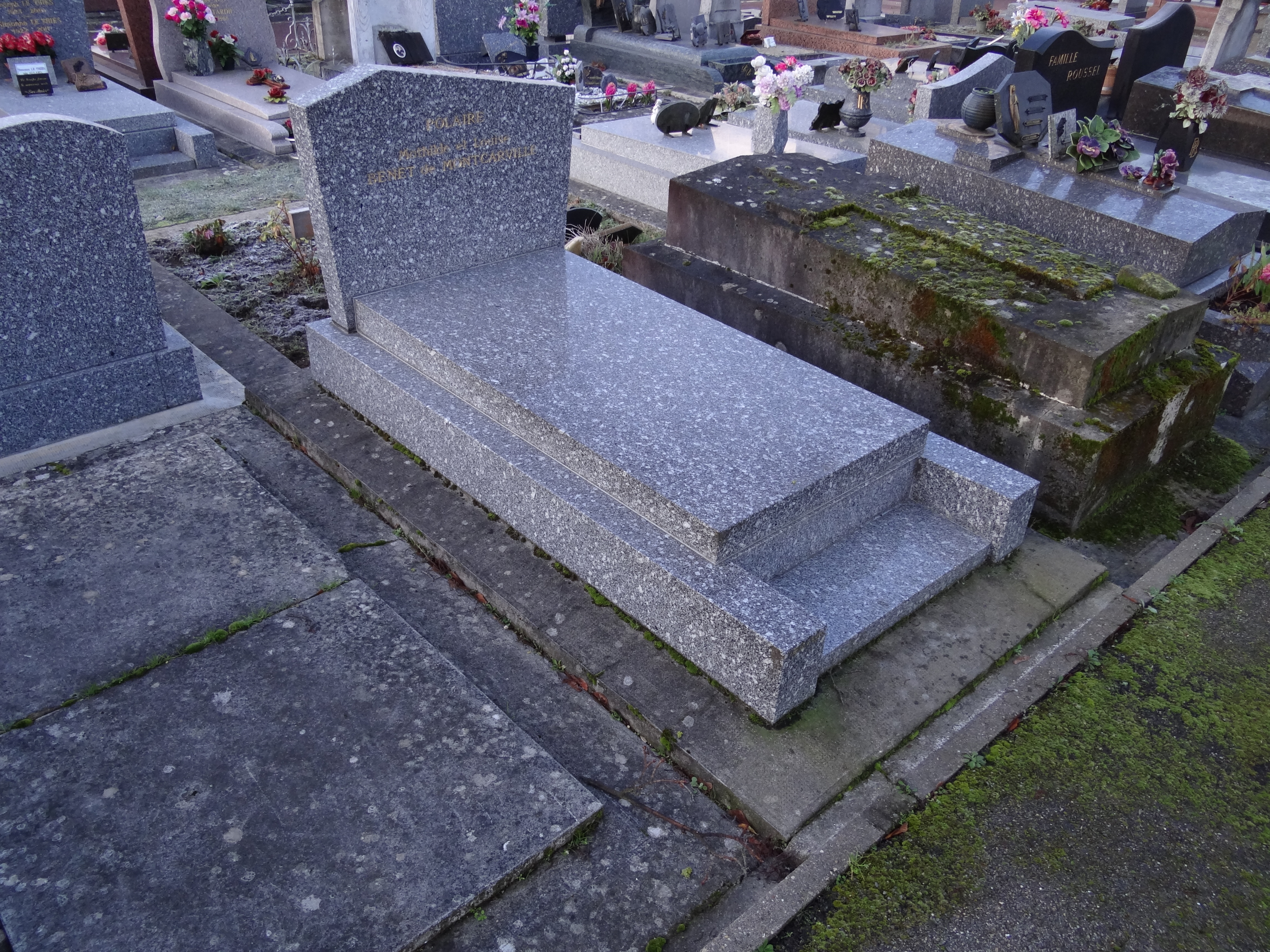
Tombe de Polaire.
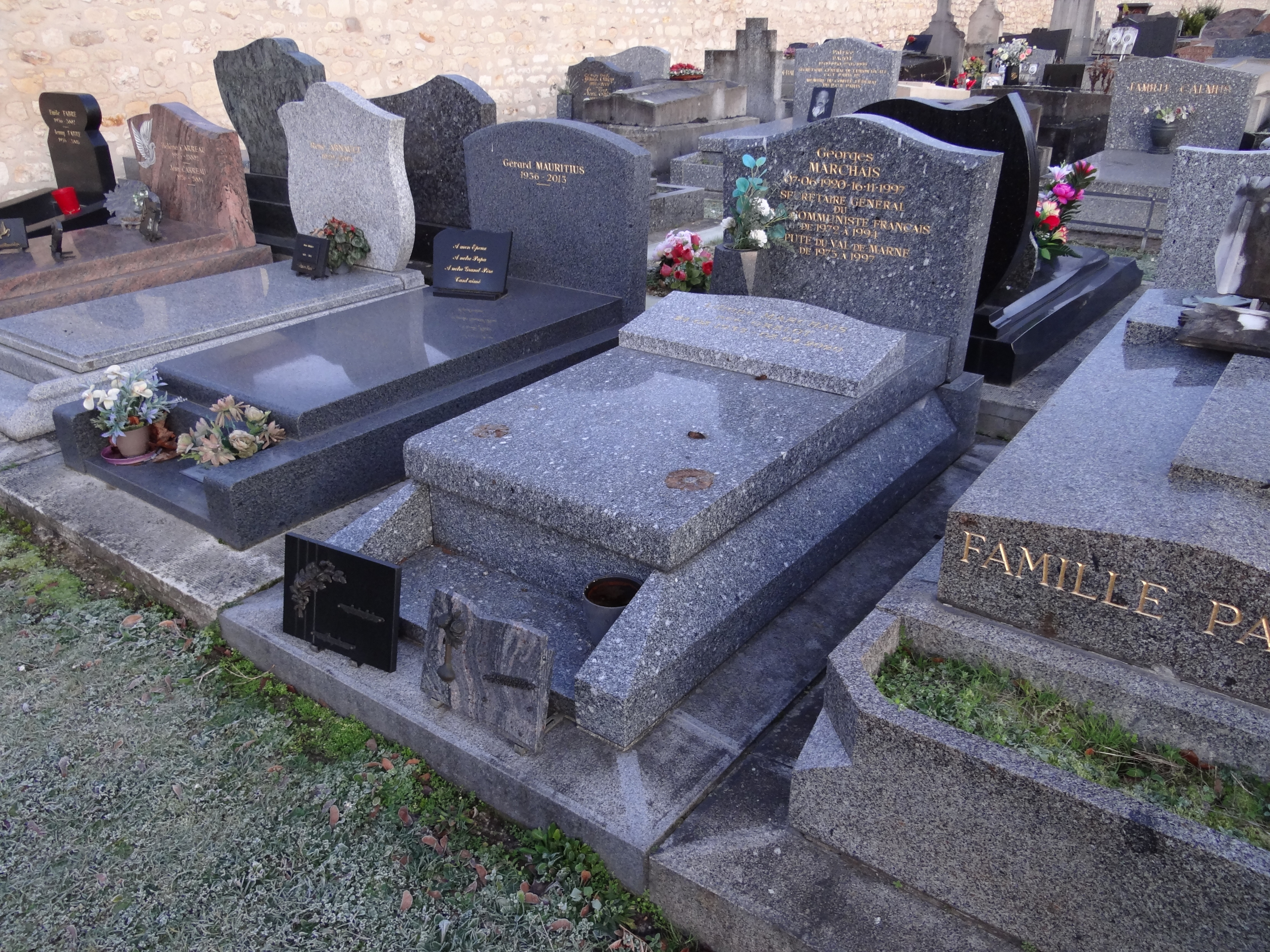
Tombe de Georges Marchais.
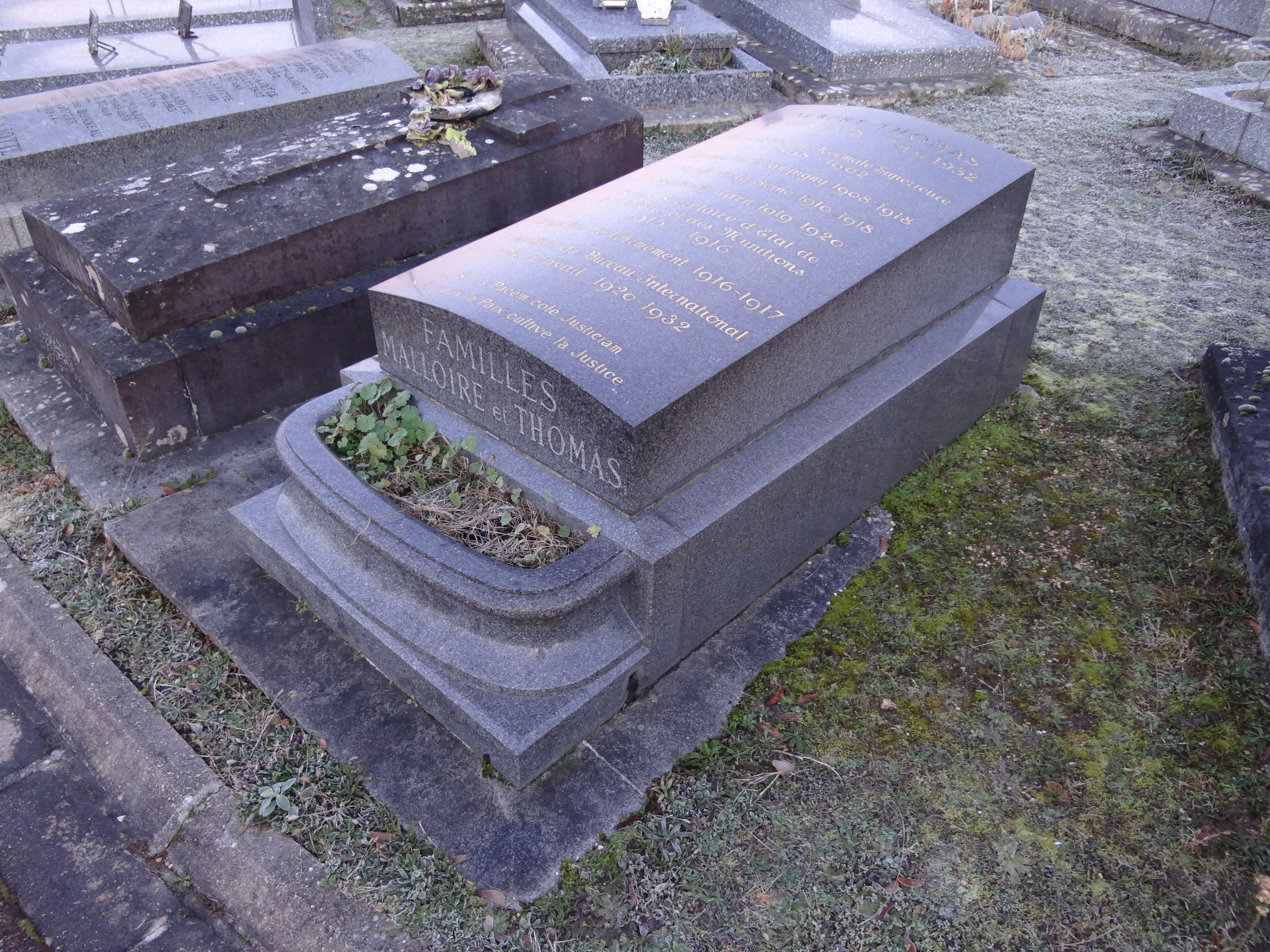
Tombe d'Albert Thomas.